# Адинката (Сучава)
Адинката (рум. Adâncata) — село у повіті Сучава в Румунії. Адміністративний центр комуни Адинката.
Село розташоване на відстані 366 км на північ від Бухареста, 9 км на північ від Сучави, 116 км на північний захід від Ясс.

## Населення
За даними перепису населення 2002 року у селі проживали 2769 осіб, усі — румуни. Усі жителі села рідною мовою назвали румунську.